# Jilotepec (Estado de México)
Jilotepec de Molina Enriquez è una città capoluogo dell'omonimo comune del Messico, situato nello stato di Messico.

## Storia
L'area in cui attualmente sorge Jilotepec era già abitata dal 1300 dagli Otomí e dai Chichimeca, divenne ufficialmente indipendente come municipio solo l'11 marzo 1824. Quando la Costituzione dello Stato del Messico fu promulgata nel 1861, la natura politica di Jilotepec fu confermata, come uno dei comuni dello stato. Durante il regime di Porfirio Díaz, la vita sociale ruotava attorno ai grandi proprietari terrieri del comune. Il 3 aprile 1878, con decreto numero 78, il Congresso elevò la sede municipale alla categoria di città, con il nome di Jilotepec de Abasolo. Alla fine della Rivoluzione, tra il 1918 e il 1935, con lo smembramento delle grandi haciendas, ne beneficiarono i contadini di 73 frazioni nel comune di Jilotepec, e oltre, tanto che nel 1941 ricevettero i loro titoli agrari dalle mani del generale Manuel Ávila Camacho, allora presidente. Nel 1986 il comune di Jilotepec ha sostituito la parola "de Abasolo" con quella di "de Molina Enríquez". Il 27 settembre 2024 è stato designato come Pueblo Mágico.

## Politica e divisioni amministrative
Come nella maggior parte dei comuni del Messico, il sindaco e la giunta comunale vengono eletti ogni tre anni. Il comune di Jilotepec è composto da 53 frazioni, di cui solo nove, compreso il capoluogo, contano più di 2.500 abitanti. Nel censimento della popolazione e delle abitazioni, realizzato dall'Istituto nazionale di statistica e geografia (INEGI) nel 2010, il comune di Jilotepec contava, in quel momento, un totale di 83.755 abitanti; di questi, 41.088 erano uomini e 42.667 donne. La popolazione delle località più popolate, secondo il conteggio del 2010, era la seguente:

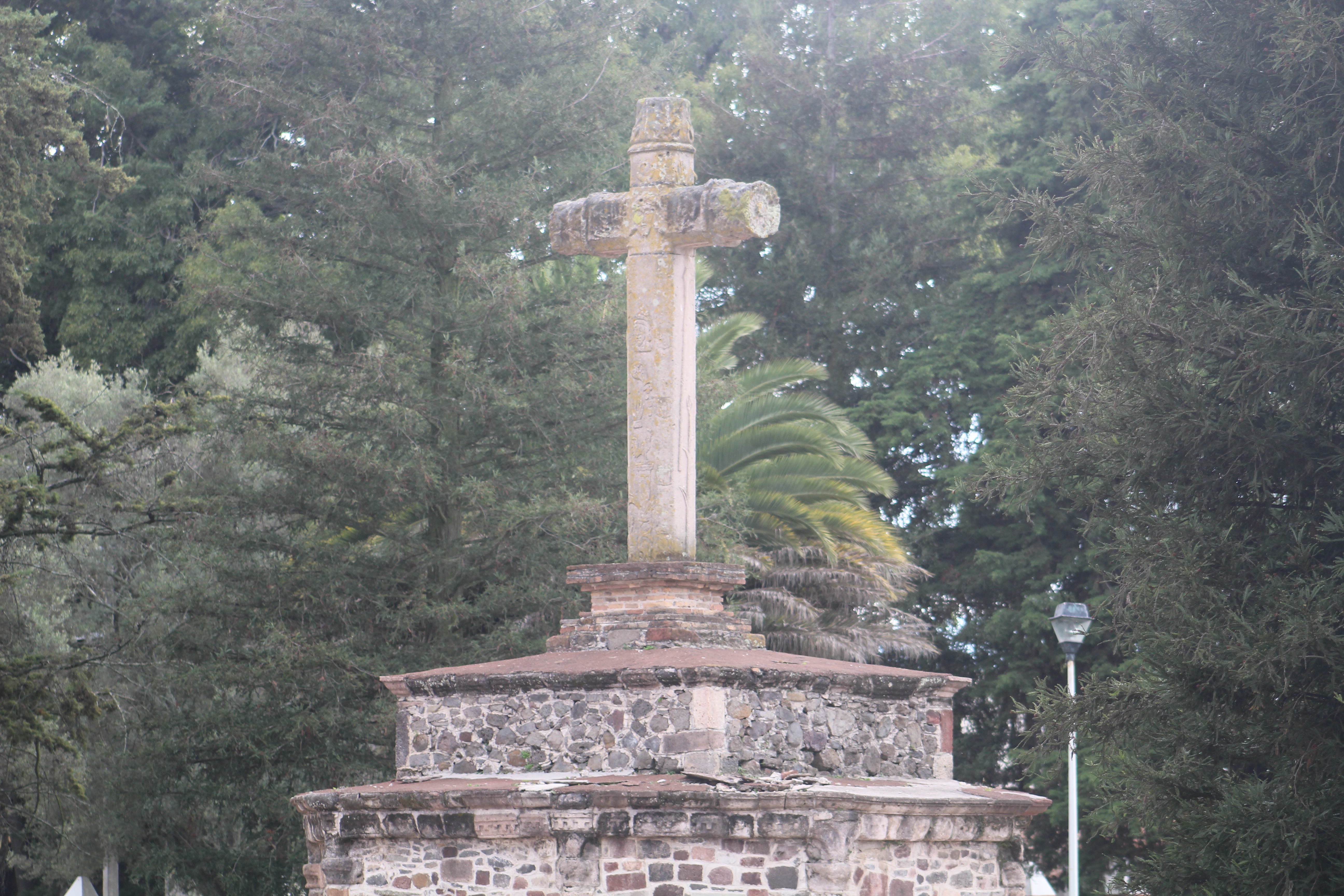
Croce Dendhó

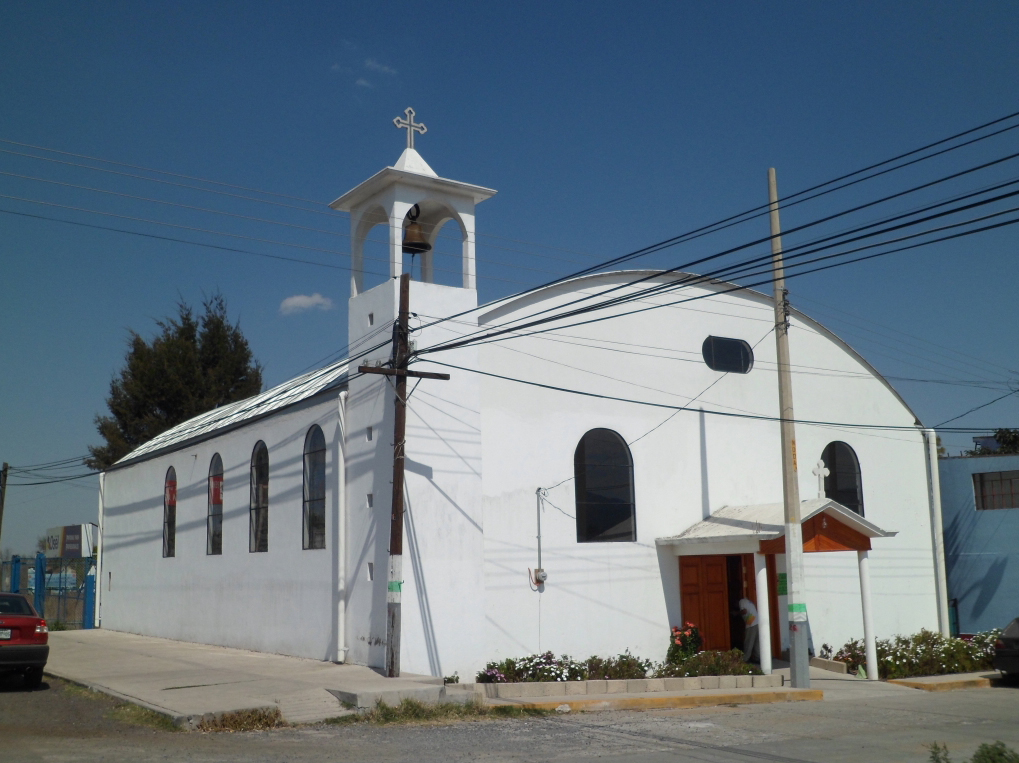
Capilla del Señor de la Misericordia

| PRINCIPALI FRAZIONI DI JILOTEPEC E CRONOLOGIA DEI SINDACI \| Località \| Abitanti \| \| Sindaci \| Periodo \| Partito \| \| ---------------------------- \| -------- \| ------------------------ \| --------- \| -------------- \| ------- \| \| Jilotepec de Molina Enríquez \| 11 828 \| Ricardo Aguilar Castillo \| 2000-2003 \| PRI \| \| \| Las Huertas \| 3 931 \| Marlon Martínez Martínez \| 2003-2006 \| PRI \| \| \| San Pablo Huantepec \| 3 518 \| Felipe Vega Becerril \| 2006-2009 \| PRD \| \| \| Canalejas \| 3 417 \| Jesús Sanchez García \| 2009-2012 \| PRI \| \| \| San Miguel de la Victoria \| 3 238 \| Edgar Castillo Martínez \| 2013-2015 \| PRI \| \| \| Ejido de San Lorenzo \| 2 659 \| Felipe Vega Becerril \| 2016-2018 \| NUEVA ALIANZA \| \| \| Las Manzanas \| 2 593 \| Rodolfo Nogues Barajas \| 2021-2024 \| PRI \| \| \| La Comunidad \| 2 589 \| Rodolfo Nogues Barajas \| 2024-2027 \| PRI (rieletto) \| \| \| Xhimójay \| 2 503 \| \| \| \| \| \| Calpulalpan \| 1 430 \| \| \| \| \| \| Totale nel comune \| 83 755 \| \| \| \| \| |          |                          |           |                |         |
| Località | Abitanti |                          | Sindaci   | Periodo        | Partito |
| --- | -------- | ------------------------ | --------- | -------------- | ------- |
| Jilotepec de Molina Enríquez | 11 828   | Ricardo Aguilar Castillo | 2000-2003 | PRI            |         |
| Las Huertas | 3 931    | Marlon Martínez Martínez | 2003-2006 | PRI            |         |
| San Pablo Huantepec | 3 518    | Felipe Vega Becerril     | 2006-2009 | PRD            |         |
| Canalejas | 3 417    | Jesús Sanchez García     | 2009-2012 | PRI            |         |
| San Miguel de la Victoria | 3 238    | Edgar Castillo Martínez  | 2013-2015 | PRI            |         |
| Ejido de San Lorenzo | 2 659    | Felipe Vega Becerril     | 2016-2018 | NUEVA ALIANZA  |         |
| Las Manzanas | 2 593    | Rodolfo Nogues Barajas   | 2021-2024 | PRI            |         |
| La Comunidad | 2 589    | Rodolfo Nogues Barajas   | 2024-2027 | PRI (rieletto) |         |
| Xhimójay | 2 503    |                          |           |                |         |
| Calpulalpan | 1 430    |                          |           |                |         |
| Totale nel comune | 83 755   |                          |           |                |         |

## Turismo e patrimonio storico
Centro Storico
Plaza Manuel Avila Camacho è il Giardino Centrale, situato su un lato della piazza è il nucleo stoico della città e conserva numerosi edifici coloniali. C'è una fontana con lo stemma dello scudo nazionale scolpito in bronzo, un obelisco agli eroi messicani, un chiosco e l'albero del bicentenario, donato dal vicino Comune di Aculco nel 2010, in commemorazione del bicentenario dell'indipendenza.

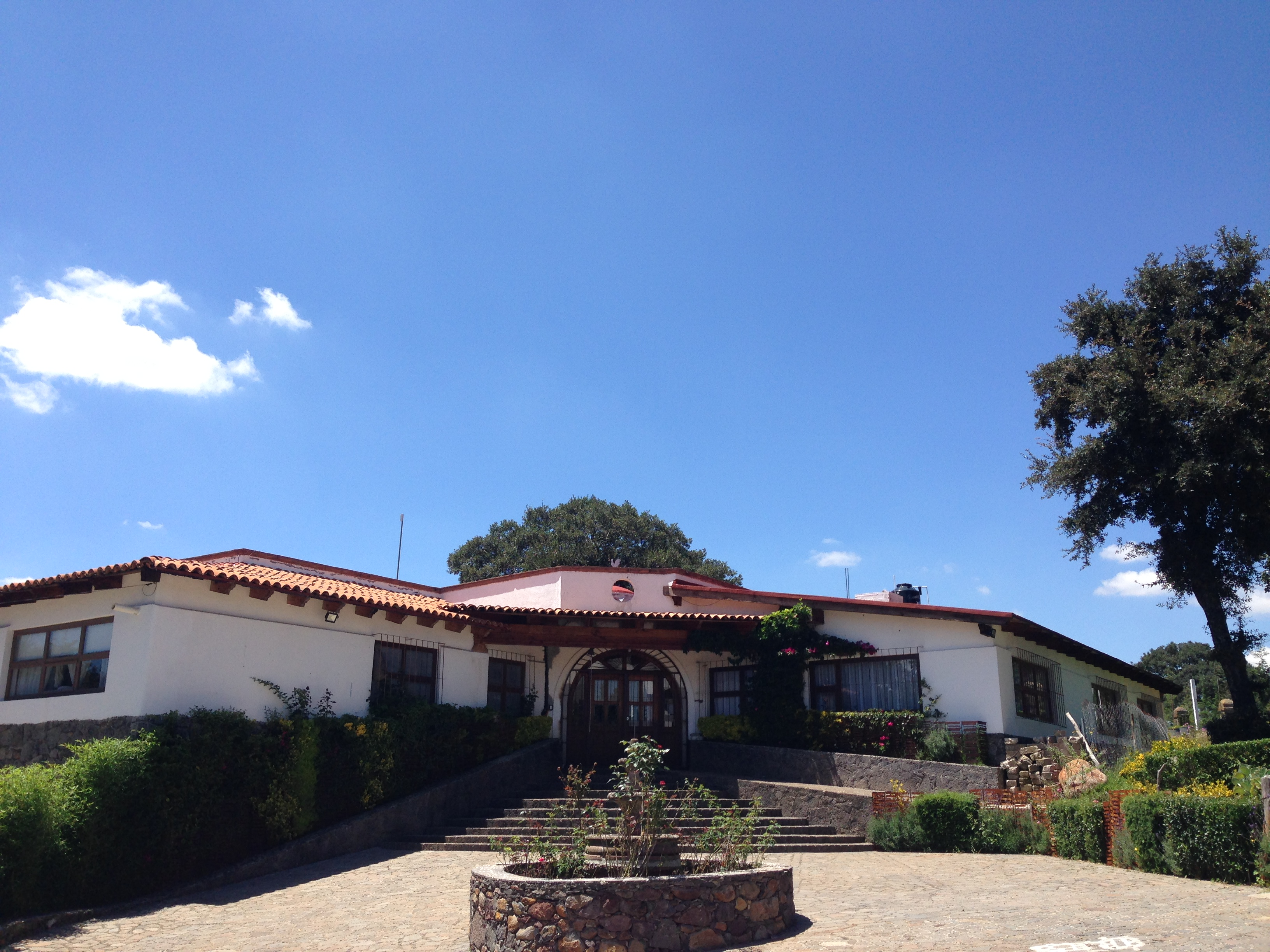
Casa a Jilotepec

Croce Dendhó, questa croce è stata realizzata e posta in questo luogo dai francescani per i viaggiatori che affidavano il proprio essere a Dio prima di intraprendere un viaggio. Le figure scolpite sono i simboli della Passione di Cristo, che formano una composizione armoniosa. Durante l'epoca coloniale, molti indigeni passavano davanti alla croce e vi collocavano delle pietre, perché la tradizione ancestrale degli Otomi imponeva di offrire pietre agli dei. Infatti, "dendho" significa pietra nella lingua Otomi.
Chiesa dei Santi Pietro e Paolo, è un esempio di architettura francescana del XVI secolo, con un'unica torre con un orologio, posizionata sulla destra della facciata, priva degli eccessi ornamentali del barocco e un'unica navata. Si può anche ammirare l'arco costruito sopra l'ingresso, la bella pala d'altare barocca, in legno ricoperto di foglie d'oro, con scene religiose colorate, probabile opera di artisti autoctoni.
Callejón Las Peñas è uno stretto vicolo pedonale affiancato da edifici coloniali, uno di questi è il municipio, in occasione delle principali feste nazioni viene adornato con festoni.
Fuori dal centro

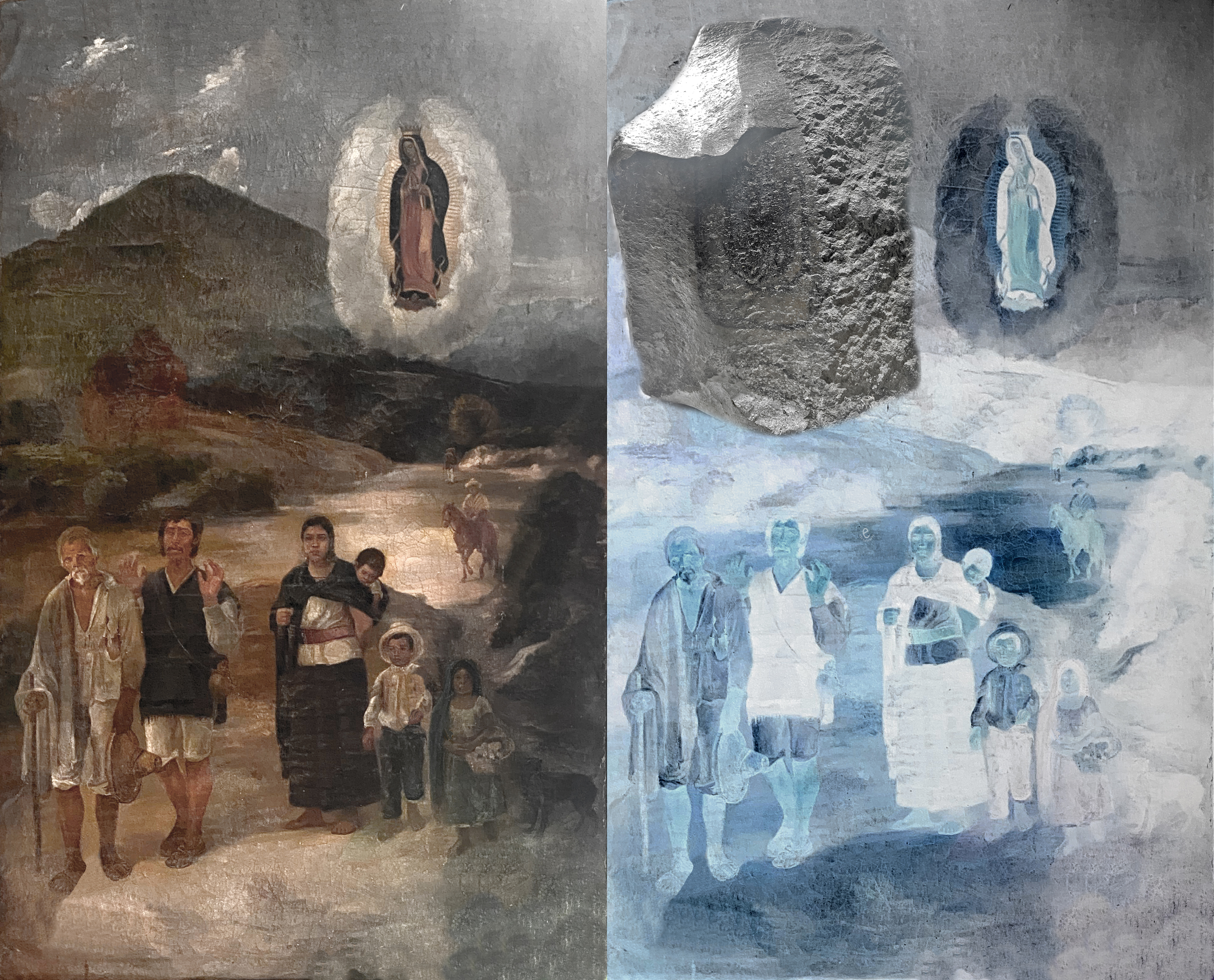
La Virgen de la Piedrita nel santuario di Villa de Canalejas

Santuario de la Virgen de La Piedrita, situato nella comunità di Villa de Canalejas, ad un'altitudine di 2455metri è una chiesa in stile gotico che si trova sulla cima di una collina. Sul suo altare maggiore c'è un'immagine della Vergine di Guadalupe, scolpita su una pietra, per venerazione. Si racconta che, nel XIX secolo un lavoratore a giornata, Juan Nolasco, che lavorava in un cantiere a Jilotepec, abbia trovato la sagoma della Vergine Maria su una pietra. Sorpreso, portò la notizia ai suoi vicini, che decisero di erigere un santuario in cima alla collina di Canalejas per venerare l'apparizione. Il Santuario della Virgen de la Piedrita iniziò ad essere costruito il 15 dicembre 1897 e fu terminato solo il 15 dicembre 1981. La sua costruzione durò ben 84 lunghi anni. La chiesa è stata ricoperta di pietra regionale, lavorata dai maestri tagliapietre di Canalejas.

## Clima, parchi e aree naturali
Clima: Essendo situata ad un'altitudine media di 2450metri, le notti, in particolar modo nei mesi di dicembre, gennaio e febbraio, possono essere particolarmente fredde.
| Mesi                                                                             | Gen. | Feb. | Mar. | Apr. | Mag. | Giu. | Lug. | Ago. | Set. | Ott. | Nov. | Dic. |
| -------------------------------------------------------------------------------- | ---- | ---- | ---- | ---- | ---- | ---- | ---- | ---- | ---- | ---- | ---- | ---- |
| Temp. Max. °C                                                                    | 24   | 28   | 32   | 36   | 33   | 31   | 23   | 21   | 21   | 23   | 22   | 24   |
| Temp. Min. °C                                                                    | 3    | 3    | 6    | 8    | 9    | 7    | 6    | 7    | 4    | 6    | 4    | 2    |
| Piogge mm.                                                                       | 9    | 22   | 20   | 32   | 75   | 192  | 206  | 207  | 180  | 85   | 24   | 14   |
| Fonte: Instituto Nacional de Geografia y estadistica (INEGI). Periodo: 2023-2024 |      |      |      |      |      |      |      |      |      |      |      |      |

Il Parco Urbano Las Sequoias è un'area protetta situata a sud del centro di Jilotepec.
Il Parque y Ex Hacienda Doxhicho è un'antica hacienda, oggi abbandonata, ed è anche un esempio di architettura del XVII secolo.
El Fresno è un parco naturale situato a 2350metri, a 17 chilometri da Jilotepec, nel fiume sono cresciuti alcune decine di Ahuehuete, (Taxodium mucronatum), ossia alberi secolari, dalle enormi dimensioni, alti fini a 40 metri, il fiume poi prosegue in una serie di quattro cascate di differente grandezza, per un salto totale di oltre 30 metri e finisce in una piscina naturale semicircolare per poi proseguire in un canyon scavato nella roccia nel corso dei secoli.

## Trasporti pubblici
Autobus urbani: Non c'è un servizio comunale di trasporto pubblico, la Autotransportes Halcones Blancos ha un percorso all'interno del comune.
Autobus extra urbani: Jilotepec ha il proprio terminal degli autobus, varie compagnie hanno partenze frequenti per Maravillas, Queretaro, Aculco, Leon e Celaya, (a nord), e Città del Messico, terminal del norte e metro El Rosario, (a sud).
Autostrade a pedaggio: L'autostrada 57D collega Città del Messico a Queretaro e passa 12kilometri da Jilotepec, l'autostrada M40D (Arco Norte), collega Atlacomulco con Huehotzingo, passando per Jilotepec.
Strada federali gratuite: la federale 11 collega Ixtlahuaca de Rayón a Ojo de Agua, passando per Jilotepec, la federale 13 collega Jilotepec a Maravillas, la federale 4 collega Jilotepec con Villa del Carbón, la Jilotepec-San Agustin, collega le rispettive località, un libramiento, (circonvallazione), a nord della città consente di evitare il centro.